# San Miguel Regla
San Miguel Regla es una localidad de México perteneciente al municipio de Huasca de Ocampo en el estado de Hidalgo.

## Geografía

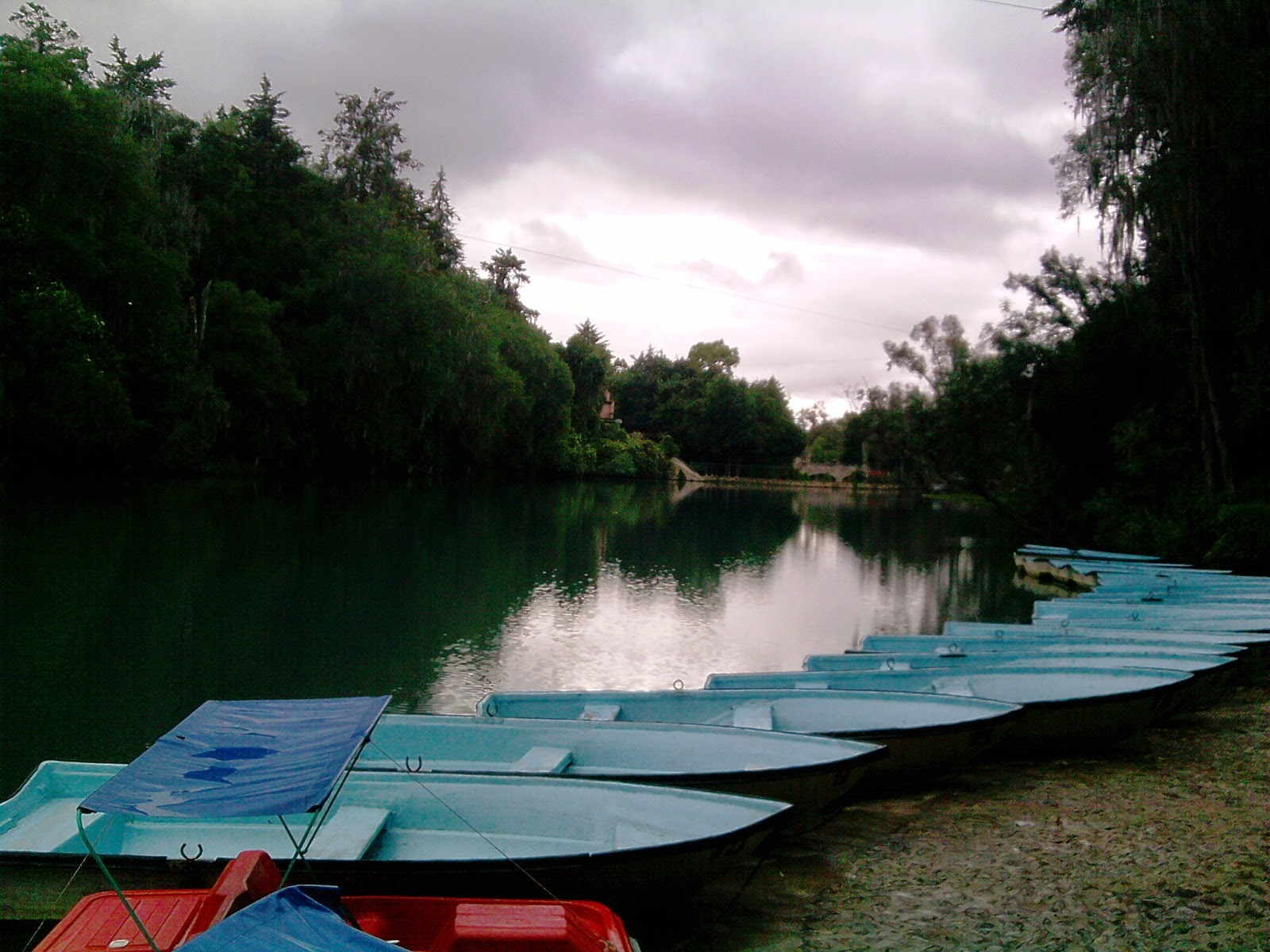
El Bosque de las Truchas.

La localidad se encuentra en la región geográfica de la Comarca Minera;  le corresponden las coordenadas geográficas 20° 13’ 9.091” de latitud norte y 98° 33’ 39.06” de longitud oeste, con una altitud de 2060 m s. n. m. Se encuentra a una distancia aproximada de 2.83 kilómetros al noreste de la cabecera municipal, Huasca.
En cuanto a fisiografía se encuentra dentro de las provincia del Eje Neovolcánico, dentro de la subprovincia de Llanuras y Sierras de Querétaro e Hidalgo; su terreno es de cañón y sierra. En lo que respecta a la hidrografía se encuentra posicionado en la región del río Panuco, dentro de la cuenca del río Moctezuma, en la frontera de las subcuencas del río Metztitlán. Cuenta con un clima templado subhúmedo con lluvias en verano, de humedad media.

## Demografía
En 2020 registró una población de 1130 personas, lo que corresponde al 6.42 % de la población municipal. De los cuales 511 son hombres y 619 son mujeres. Tiene 317 viviendas particulares habitadas.
| Gráfica de evolución demográfica de San Miguel Regla entre 1900 y 2020                       |
|                                                                                              |
| Población de los censos y conteos del Instituto Nacional de Estadística y Geografía (INEGI). |

## Economía
La localidad tiene un grado de marginación bajo y un grado de rezago social muy bajo.

## Cultura

Hacienda de San Miguel Regla.

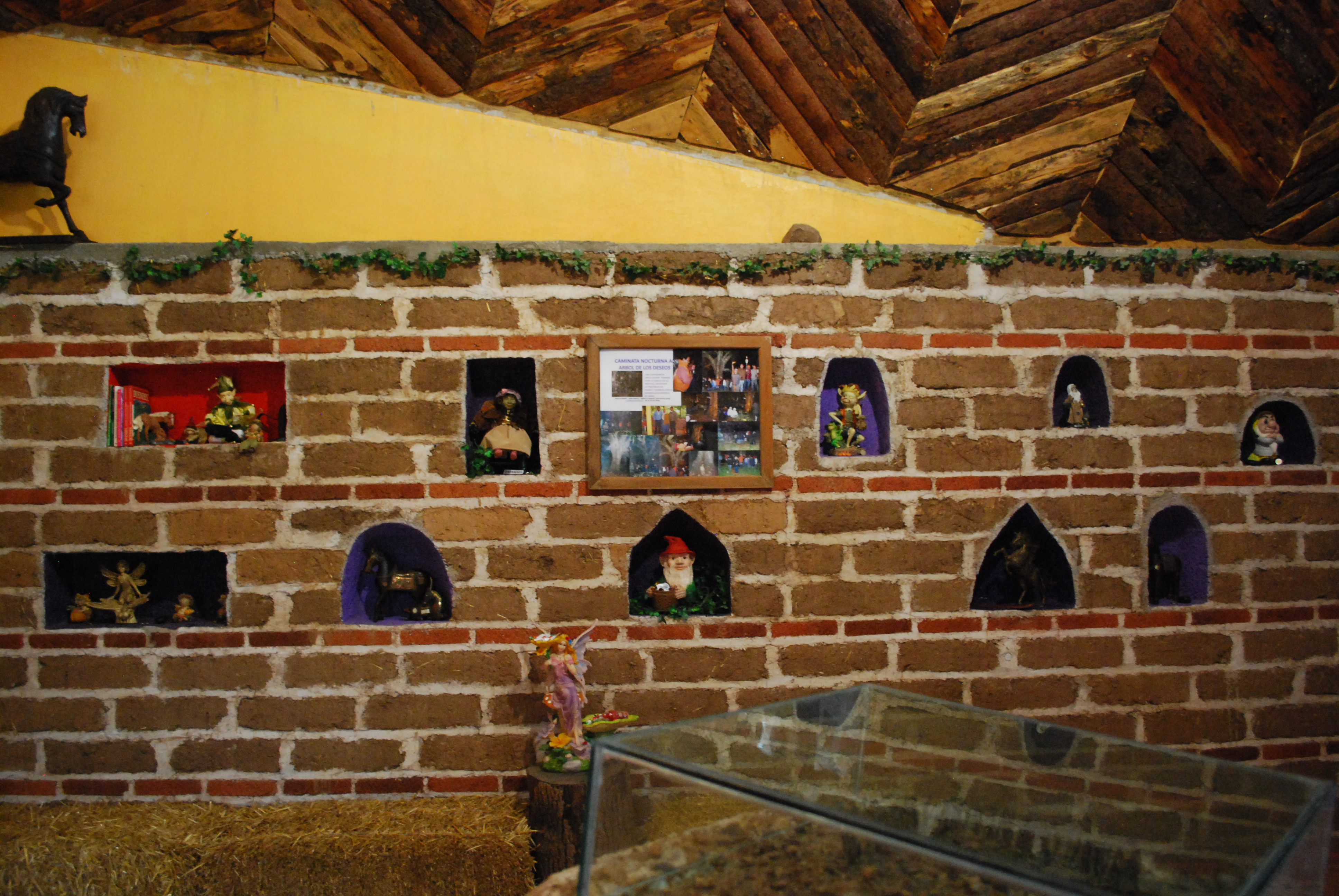
Museo de los Duendes.

El Museo de los Duendes está fundado por hechos y leyendas que ocurrieron en el pueblo entre niños, adultos, ancianos y caballos. La exhibición más abundante en este museo es de crines de caballos donde supuestamente los duendes les han hecho trenzas. El museo se encuentra dentro de una curiosa casa de madera instalada en el campo.
La Hacienda de San Miguel Regla fue construida como una hacienda de beneficio de metales en el siglo XVIII por Pedro Romero de Terreros Conde de Regla. Se encuentra a un kilómetro de Huasca de Ocampo. Se conserva parte del casco (actualmente es un hotel desde 1945), los arcos que formaban parte de los patios y los hornos donde era extraída la plata.